# Mauiulus luma
Mauiulus luma är en dagsländeart som beskrevs av Towns och Peters 1979. Mauiulus luma ingår i släktet Mauiulus och familjen starrdagsländor. Inga underarter finns listade i Catalogue of Life.